# Jörg Schneider (Politiker, 1967)
Jörg Schneider (* 1967 in Plauen) ist ein Plauener Akteur der Revolution von 1989 in der DDR.

## Politisches Wirken
Jörg Schneider hatte bereits während seiner Lehre als Werkzeugmacher seine innere Opposition zum SED-Staat entwickelt. Während seiner Zeit im Grundwehrdienst der Nationalen Volksarmee (NVA) verstärkte sich diese. Schneider nutzte sein Talent zum Schreiben und verfasste mit gleichgesinnten Kollegen eine satirische Brigadezeitung „Der Werkstattkurier“. Bereits früher verfasste und in der Öffentlichkeit verteilte Aufrufe zu einer Protestaktion scheiterten noch, denn die gewünschte Resonanz blieb aus.
Jörg Schneider hat mit seinem selbst verfassten und in ca. 200 Exemplaren auf der Schreibmaschine vervielfältigten Aufruf „Kommt zur Demonstration am 7. Oktober!“, den er in der Nacht zum 3. Oktober 1989 mit einigen Freunden verteilte, ein bis dahin in dieser Form noch nicht dagewesenes Ereignis ausgelöst.
Er war einer der vergleichsweise wenigen Menschen, die sich im Vorfeld der geschichtsträchtigen Ereignisse im Herbst 1989 bemühten, die Menschenmassen zu überzeugen, ihre Unzufriedenheit über Missstände und Ungerechtigkeit im Staat offen zu bekunden, ihre Ängste zu überwinden, auf die Straße zu gehen und für Reformen einzutreten.
Bewusst und überlegt wählte er als Termin für die Demonstration gerade den 40. Jahrestag der DDR. Für die Staatsmacht war es folglich sehr schwer zu unterscheiden, welche Bürger zu den offiziellen staatlichen Feierlichkeiten und welche zur Protestdemonstration in die Stadtmitte Plauens strömten. Ein vorbeugendes und gezieltes Eingreifen für die Sicherheitsorgane war also nicht möglich. So kam es in Plauen am 7. Oktober 1989 zur ersten friedlichen Massendemonstration, vor der die Staatsmacht kapitulieren musste.
In seinem Betrieb organisierte Schneider am 6. Dezember 1989 einen Warnstreik, zu dem das Neue Forum Plauen aufgerufen hatte. Die vielfältigen Versuche der SED-Betriebs- und Gewerkschaftsleitungen und der lokalen Presse, diesen Streik zu verhindern, blieben erfolglos. Vermutlich war dieser der einzige Warnstreik dieser Art in der DDR.
Zunächst aktives Mitglied in der Reformbewegung Neues Forum Plauen, beteiligte sich der 21-jährige Jörg Schneider dann aktiv in der sich gründenden SPD. Im Jahr 2004 trat er infolge der SPD-Politik der Agenda 2010 aus der SPD aus. Im Juni 2010 war er Mitbegründer der Bürgerplattforum für demokratische Erneuerung in Plauen.

## Ehrung
- 2010: Stadtplakette der Stadt Plauen[2]